# Caroxylon tetragona
Caroxylon tetragona är en amarantväxtart som först beskrevs av Alire Raffeneau Delile, och fick sitt nu gällande namn av Horace Bénédict Alfred Moquin-Tandon. Caroxylon tetragona ingår i släktet Caroxylon och familjen amarantväxter. Inga underarter finns listade i Catalogue of Life.